# Marius Lode
Marius Lode, né le 11 mars 1993 à Kvernaland (en) en Norvège, est un footballeur international norvégien qui évolue au poste de défenseur central au BK Häcken.

## Biographie

### Bryne FK
Né à Kvernaland (en) en Norvège, Marius Lode commence sa carrière avec le Bryne FK. Le club évolue alors en deuxième division norvégienne lorsqu'il joue son premier match, le 9 avril 2012 face au Strømmen IF. Il est titularisé et son équipe l'emporte par trois buts à un.

### FK Bodø/Glimt
Le 2 février 2017, Marius Lode rejoint le FK Bodø/Glimt, qui évolue alors également en deuxième division. Il joue son premier match sous ses nouvelles couleurs le 4 avril 2017, lors de la première journée de la saison 2017, contre le Kongsvinger IL. Il est titulaire et son équipe s'impose par trois buts à deux. Dès sa première saison il participe à la montée du club en première division, le club étant sacré champion de deuxième division.
Il est sacré Champion de Norvège en 2020.

### Schalke 04
Le 14 janvier 2022, Marius Lode s'engage en faveur du FC Schalke 04 pour un contrat de deux ans et demi. Le club évolue alors en deuxième division allemande.

### Retour au FK Bodø/Glimt
Le 31 août 2022, Marius Lode fait son retour dans son ancien club, le FK Bodø/Glimt. Il signe un contrat courant jusqu'en décembre 2025.
Lode est sacré champion de Norvège lors de la saison 2023, pour la troisième fois de sa carrière.

### BK Häcken
Le 27 mars 2024, Marius Lode rejoint la Suède afin de s'engager en faveur du BK Häcken. Il signe un contrat courant jusqu'en décembre 2026.

### En sélection
Marius Lode est convoqué pour la première fois avec l'équipe nationale de Norvège en novembre 2020, par le sélectionneur Lars Lagerbäck mais, testé positif au COVID-19, Lode est placé en quarantaine et ne joue finalement aucun match lors de ce rassemblement.
Lode est rappelé avec la Norvège par le nouveau sélectionneur, Ståle Solbakken, et le 24 mars 2021, il honore finalement sa première sélection face à Gibraltar. Il est titularisé lors de cette rencontre remportée par son équipe sur le score de trois buts à zéro.

## Palmarès
FK Bodø/Glimt
- Championnat de Norvège (3) :
  - Champion : 2020, 2021 et 2023.

- Championnat de Norvège D2 (1) :
  - Champion : 2017.

 Schalke 04
- Championnat d'Allemagne de D2 (1) :
  - Champion : 2022.